# Augusto José Zini Filho
Augusto José Zini Filho (ur. 26 listopada 1932 w Poços de Caldas, zm. 16 listopada 2006) – brazylijski duchowny katolicki, biskup Limeiry w latach 2003-2006.

## Życiorys
Święcenia kapłańskie przyjął 29 czerwca 1959 i został inkardynowany do archidiecezji São Sebastião do Rio de Janeiro. Był m.in. dyrektorem Kolegium Jana XXIII w Rio de Janeiro, a także rektorem archidiecezjalnego seminarium. Pracował także w watykańskiej Kongregacji ds. Biskupów.
13 lipca 1994 papież Jan Paweł II mianował go biskupem pomocniczym archidiecezji São Sebastião do Rio de Janeiro oraz biskupem tytularnym Megalopolis in Proconsulari. Sakry biskupiej udzielił mu 8 września tegoż roku kard. Eugênio de Araújo Sales.
22 stycznia 2003 został mianowany biskupem Limeiry. Urząd objął 16 marca 2003.
Zmarł 16 listopada 2006.